# Grantessa nemurensis
Grantessa nemurensis är en svampdjursart som beskrevs av Hozawa 1929. Grantessa nemurensis ingår i släktet Grantessa och familjen Heteropiidae.
Artens utbredningsområde är havet kring Japan. Inga underarter finns listade i Catalogue of Life.